# Mukalla

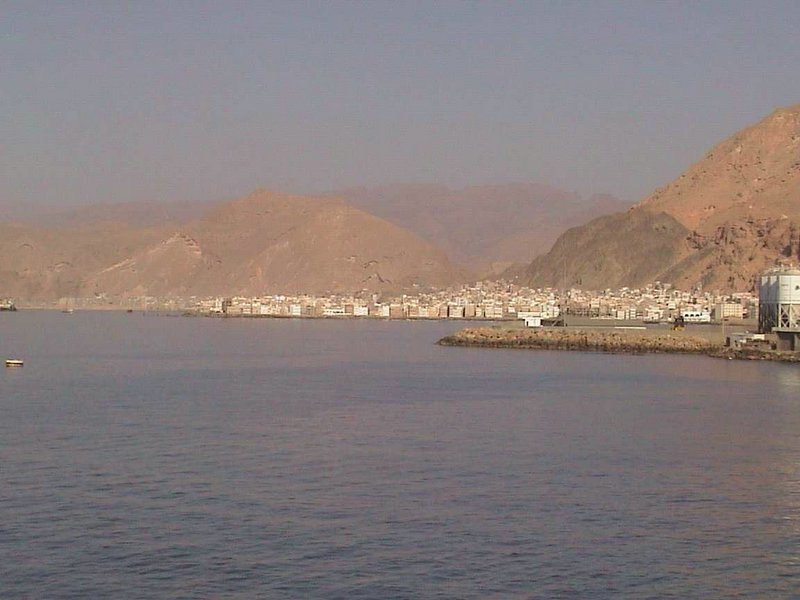
Mukalla

Mukalla o Al-Mukalla (àrab: المكلا, al-Mukallā) és una ciutat del Iemen a l'Hadramaut, a la costa del golf d'Aden a uns 480 km a l'est d'Aden. És la principal ciutat de la governació. el nom de Mukalla que probablement és el participi passiu de la segona forma del radical àrab "K l '" en el sentit d'"aiguamoll". Està situada a la costa del golf d'Aden, entre la mar i les agulles muntanyoses de Katat al-Mukalla al Djabal Katat, regió a la que des de la ciutat s'accedia fins fa uns anys per una sola porta passant per la regió plana de Tharib antiga zona d'acampada de les caravanes. El barri més antic és Al-Bilad, en un promontori que avança cap al mar. A la zona de Djabal Katat hi ha encara algunes antigues fortaleses que protegien la ciutat dels atacs beduïns.
Fou tradicionalment un port principal pel comerç entre Aràbia d'un costat i l'Índia i l'Àfrica de l'altre. Actualment té al tomb dels 200.000 habitants, però el 1931 no en tenia més de 10.000 i el 1980 uns 80.000. Les cases tradicionals són blanques que fan un acusat contrast amb les muntanyes del fons i el blau de la mar; la construcció és una barreja entre els estils iemenita, àrab i indi, ja que la població àrab original va tenir forta influència dels banians, els mercader indis, que es van establir en aquest port. També hi havia petites minories de zanzibaresos, perses, grecs i jueus. Els beduïns no foren admesos a la ciutat fins després del 1967 igual que els subyan, els negroides originaris de Wadi Hadjar (que es pensa tradicionalment que eren descendents d'esclaus africans del temps d'Abraha)
Llocs interessants són el Husn al-Ghuwayzi (una mena de torre o fortalesa al damunt d'una roca, datada el 1884), el palau de Ma'in construït pel sultà Umar Ben Awadh al-Quaiti, el museu de Mukalla (que ocupa part del palau) i el palau dels Kasadis (de set plantes d'altura)
La seva producció principal és el guix i la pesca amb indústries relacionades amb el peix; també té certa importància la construcció de vaixells en concret els anomenats abaris. El 1977 fou unida a Aden per carretera. A partir del 1980 va començar el seu desenvolupament, i darrerament la renovació del seu port ha permès millorar la seva economia; no obstant el port no es pot gairebé utilitzar del juny al setembre (el temps dels monsons) i en aquests mesos es fa servir el proper port de Burum (al Ras Burum a un 30 km al sud-oest) molt més protegit. El port exporta principalment peix i tabac i altres productes; el tabac que s'exporta és l'humuni dels somalis
Claudi Ptolemeu esmenta una vila de nom Makkala que probablement era la fortalesa actual de Mkala a l'interior del país. A la meitat del segle ix Al-Masudi esmenta un port amb el nom de Lahsa que identifica amb Al-Shihr; Al-Idrisi esmenta a Shihr com a Las'a però diu que localment es deia Shihr, o Bandar al-Ahkaf o Suk al-Ahkaf. Els portuguesos no l'esmenten però amb tota seguretat ja existia i la tradició diu que es va fundar per pescadors el 1035. Al segle xviii Al-Shihr era la ciutat més important i Mukalla fou objecte de lluites entre els Kathiri, els al-Qassadi (o al-Kasadi) i els al-Quaiti. Vers el 1840 estava en poder dels al-Kasadi que eren originaris del Baix Yafa i portaven el títol de nakib. El 1850 i el 1857, els otomans van intentar establir-se al port i els al-Kasadi van buscar la protecció dels britànics als que van oferir la cessió de Mukalla, que fou rebutjada. El 1863 i 1873 els britànics van signar tractats amb el nakib per l'abolició de l'esclavatge (l'esclavatge era important i el capità Haines va veure 700 joves nubis a la venda el 1834 en un sol mercat)
El 1866 Umar Ben Awadh al-Quaiti, del clan quaiti de la tribu dels yafi, que havia servit a l'exèrcit del nizam de l'Estat de Hyderabad després del 1830, va tornar a l'Índia i abans del 1878 va aconseguir que els al-Kasabi li venguessin la meitat de Mukalla. El 1878 el nakib amenaçava de cedir la seva meitat a Turquia, França, Itàlia o Zanzíbar o a qui el volgués, excepte els quaiti. El 1880 el govern britànic de l'Índia va decidir donar suport als quati i el 1881 el nakib kasadí se'n va anar a viure a Zanzíbar pensionat pels britànics i Umar va prendre possessió del port. El 1902 va ser reconegut sultà i Mukalla va esdevenir la capital oficial del sultanat. L'estat Quaiti d'Hadramaut o de Shihr i Mukalla va existir fins al 1967 dins el protectorat Oriental d'Aden, quan va passar a formar part de la República Popular del Iemen del Sud, fins a la unificació amb el Iemen del Nord.
A uns 5 km al nord es troba la vila agrícola d'Al-Harshiyat amb un font termal i a 35 km al nord la vila de Ghayl Bawazir (Ghayl vol dir aigua subterrània) un pintoresc lloc turístic antiga estació de caravanes on és cultiva el millor tabac iemenita i on les nombroses font que brullen arreu permeten una intensa irrigació.

## Dinastia Kasadi o Kasabi
- 1707 - 1740 Ahmad ibn Salim al-Kasadi
- 1740 - 1770 Salim ibn Ahmad al-Kasadi
- 1770 - 1800 Salih ibn Salim al-Kasadi
- 1800 - 1842 Abd al-Rabb ibn Salih al-Kasadi
- 1842 - 1851 Muhammad ibn Abd al-Habib al-Kasadi
- 1851 - 1873 Salih ibn Muhammad al-Kasadi
- 1873 - 1881 Umar ibn Salih al-Kasadi
- Als quaiti 1881 (parcialment ja abans de 1878)

14° 32′ N, 49° 08′ E / 14.533°N,49.133°E